# Sogno delle armi
Il Sogno del palazzo con le armi è la terza delle ventotto scene del ciclo di affreschi delle Storie di san Francesco della Basilica superiore di Assisi, attribuiti a Giotto. Fu dipinta verosimilmente tra il 1295 e il 1299 e misura 230x270 cm.

## Descrizione e stile
Questo episodio appartiene alla serie della Legenda maior (I,3) di san Francesco: "La notte seguente, essendosi il beato Francesco assopito, vide un palazzo splendido e grande con armi guerresche fregiate del segno della croce di Cristo; e chiedendo di chi fossero, da una voce celeste gli fu risposto che esse sarebbero divenute tutte sue e dei suoi soldati." 

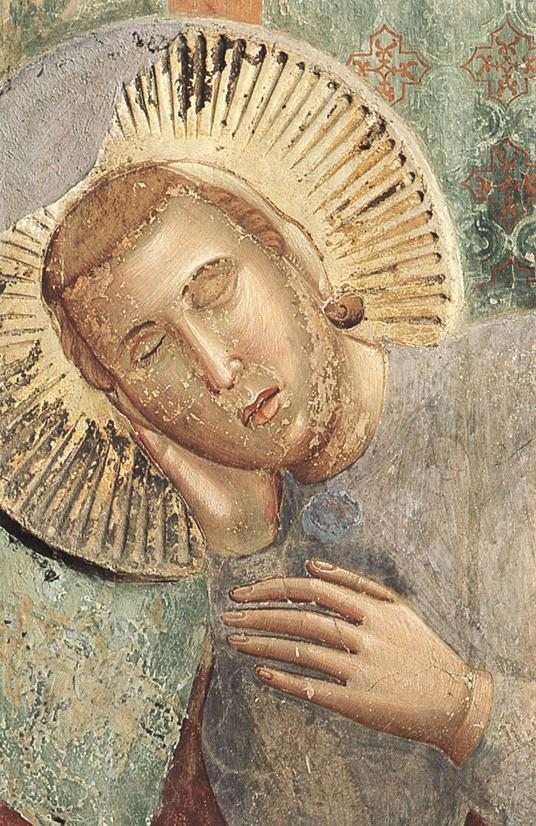
Dettaglio

Nel 1204 san Francesco, dopo essersi rimesso da una malattia e rivestito il povero cavaliere dei suoi vestiti, sognò un palazzo pieno d'armi, e udì una voce promettergli che tutto quello sarebbe stato suo; il sogno gli parve premonitore di una gloria militare (in realtà allude alla milizia francescana), speranza che lo fece decidere di mettersi in viaggio verso le Puglie. Giunto però a Siracusa, un nuovo sogno gli fece capire che stava servendo il "servo" (l'uomo), non il "padrone" (Dio) e lo invitò a tornare ad Assisi per restare "in attesa della volontà divina".
La scena è divisa in due fasce: il letto con san Francesco dormiente e Gesù che indica un palazzo con insegne crociate, i quali ricordano la costruzione della scena di Isacco che respinge Esaù del Maestro di Isacco nel registro superiore della basilica, e il palazzo con le armi accatastate.
Il palazzo, su un piano leggermente arretrato, è rappresentato con una prospettiva intuitiva, che mostra i pavimenti ai primi piani e i soffitti ai piani più alti. Interessante è l'elegante architettura gotica delle finestre a sesto acuto con archetti trilobati, e con colonnine corinzie. I colori sono accesi ed è accentuata la volumetria delle figure col chiaroscuro. La forma della stanza da letto, con le due cortine scortate, suggerisce un'idea di scansione di piani in profondità, mentre il grande letto sembra una sorta di proscenio, proprio come nelle Storie di Isacco. 
Il volto di Francesco dormiente è convincentemente appoggiato sul cuscino e con un'espressione realistica, nonostante il curioso connubio della posizione con l'aureola. Un tempo il manto di Cristo aveva lumeggiature dorate che lo rendevano scintillante, oggi in larga parte perdute.